# Руди Супек
Руди Супек (на хърватски: Rudi Supek) е хърватски и югославски психолог, философ, социолог, член на школата „Праксис“.

## Биография
Роден е на 8 април 1913 г. в Загреб, Кралство Сърбия. През 1937 г. завършва философия в Загреб. Записва се да следва клинична психология в Париж, но избухването на Втората световна война прекъсва учението му. Включва се във френската съпротива, но скоро е арестуван и депортиран в Бухенвалд, където също се включва в съпротивата в лагера. След освобождаването му от лагера се връща в Париж, където продължава да живее и учи. През 1948 г. след разрива между Тито и Сталин, лидерът на френските комунисти Морис Торез иска от Супек, който е член на Френската комунистическа партия да атакува титоизма. Супек отказва да се подчини и се завръща в Югославия. Въпреки това не става член на Съюза на комунистите на Югославия.
През 1952 г. Супек получава докторската си степен от Сорбоната и започва работа като професор в катедрата по психология на Факултета по хуманитарни и социални науки на Загребския университет и в института за Социални изследвания в Загреб. През 1963 г. основава катедра по социология във Факултета по хуманитарни и социални науки. Супек е първият директор на Югославското общество на психолозите, а в известен период от време е директор на Югославското общество на социолозите.
Супек е главен редактор на журнала Погледи (Възгледи), който се издава от 1952 до 1954 г. През 1964 г. Супек заедно с други колеги от факултета по хуманитарни и социални науки основава списание „Праксис“. Той е съредактор на списанието от 1967 до 1973 г. Освен това е сред инициаторите и президент на управителния съвет на лятната школа в Корчула.
Умира на 2 януари 1993 г. в Загреб.

## Памет
През 2004 г. Хърватската социологическа асоциация създава в негова чест годишната награда Руди Супек за постижения в социологията.

## Основни трудове
Супек пише множество книги и статии като се почне от социология и се мине до психопатология, антропология и се стигне до философия. Неговите основни трудове са:
- Екзистенциализъм и упадък (1950)
- Социология и социализъм (1962)
- Хърбърт Спенсър и биологизма в социологията (1965)
- Хуманистка интелигенция и политика (1969)
- Социални предразсъдъци (1973)
- Участие, работнически контрол и самоуправление (1974)
- Живот след историята (1986)